# Salvia fracta
Salvia fracta là một loài thực vật có hoa trong họ Hoa môi. Loài này được L.O.Williams miêu tả khoa học đầu tiên năm 1972.